# Absolutely No Alternative
Absolutely No Alternative es el octavo álbum de estudio de la banda de heavy metal canadiense Anvil, publicado en 1997. Glenn Gyorffy se unió a la banda para la grabación del disco, en reemplazo de Michael Duncan.

## Lista de canciones
Todas las letras escritas por Steve "Lips" Kudlow, toda la música compuesta por Anvil. 
| N.º | Título              | Duración |  |
| 1.  | «Old School»        | 3:46     |  |
| 2.  | «Green Jesus»       | 3:50     |  |
| 3.  | «Show Me Your Tits» | 2:52     |  |
| 4.  | «No One to Follow»  | 4:42     |  |
| 5.  | «Hair Pie»          | 3:09     |  |
| 6.  | «Rubber Neck»       | 3:11     |  |
| 7.  | «Piss Test»         | 4:10     |  |
| 8.  | «Red Light»         | 4:53     |  |
| 9.  | «Black or White»    | 3:33     |  |
| 10. | «Hero by Death»     | 5:17     |  |

## Créditos
- Steve "Lips" Kudlow – voz, guitarra
- Ivan Hurd – guitarra
- Glenn Gyorffy – bajo
- Robb Reiner – batería